# سبوتنك 1
سبوتنك-1 (بالروسية: Спутник-1) هو أول قمر اصطناعي ينطلق إلى الفضاء. أطلقه الاتحاد السوفيتي إلى مدار الأرض المنخفض في 4 أكتوبر 1957 في إطار برنامج الفضاء السوفيتي. ظل القمر الاصطناعي يعمل ثلاثة أسابيع حتى نفدت بطارياته، بعدها استمر في المدار شهرين إذ سقط إلى الغلاف الجوي في 4 يناير 1958.
كان بدن القمر كرة ملمعة قطرها 58 سنتيمترًا معها أربعة هوائيات لبث نبضات الراديو. كان بالإمكان استقبال إشارات الراديو التي يرسلها القمر الاصطناعي بسهولة من جانب الهواة، مدة دوران القمر الاصطناعي وميله جعلاه يغطي مساحة الأرض المسكونة كلها تقريبًا.
كان النجاح غير المتوقع للقمر الاصطناعي شرارة أزمة سبوتنك وبداية سباق الفضاء، الذي كان إحدى مجالات الصراع في الحرب الباردة. كان حدث الإطلاق أيضًا بداية لعهد جديد من التطورات العلمية والتقنية والعسكرية والسياسية.
حصل العلماء والمهندسون على معلومات قيمة عبر تتبع ودراسة سبوتنك-1. إذ تمكنوا من استنتاج كثافة الغلاف الجوي من المعاوقة التي واجهها القمر في المدار، وانتشار موجات الراديو التي بثها القمر الاصطناعي أعطى بيانات عن الأيونوسفير.
انطلق سبوتنك-1 خلال السنة الجيوفيزيائية الدولية من الموقع رقم 5 في ميدان اختبار تيوراتام 5 في جمهورية كازاخستان الاشتراكية السوفيتية (يعرف الآن باسم ميناء بايكونور الفضائي). أقصى سرعة بلغها القمر الاصطناعي في مداره كانت 8 كلم/ثانية، فأكمل بذلك دوراته حول الأرض في 96.20 دقيقة. كان بثه عبر تردد 20.005 و40.005 ميجاهرتز، وهو ما التقطه مشغلو الراديو حول العالم. استمر القمر يبث الإشارات مدةَ 21 يومًا حتى نفاد بطاريات جهاز الإرسال في 26 أكتوبر 1957. احترق سبوتنك-1 في 4 يناير 1958 لدى دخوله الغلاف الجوي، أي بعد ثلاثة أشهر من إطلاقه، وكان قد أكمل 1,449 دورة حول الأرض، وقد سافر مسافة 7.0 × 107 كلم.

## أصل التسمية
سبوتنك-1 وتنطق بالروسية سبوتنك أَدِين. الكلمة الروسية للقمر الطبيعي صيغت في القرن الثامن عشر بجمع السابقة إس مع كلمة بوتنك (المسافر)، وبهذا تعني المسافر المصاحب، وهو معنى يتفق مع الجذر اللاتيني ساتيلس (الحارس، المصاحب أو المقيم وهو جذر الكلمة الإنجليزية satellite). اعتبرت وسائل الإعلام الأمريكية بالخطأ أن سبوتنك هو اسم هذه المركبة الفضائية بالتحديد، وأشارت إليها باسم سبوتنك فقط. فيما قالت الصحافة السوفيتية «أطلق الأمريكيون على سبوتنك الخاص بهم اسم ساتلايت»، لأن سبوتنك تقابل المفردة الإنجليزية ساتلايت.

## قبل الإطلاق

### مشروع بناء القمر الاصطناعي

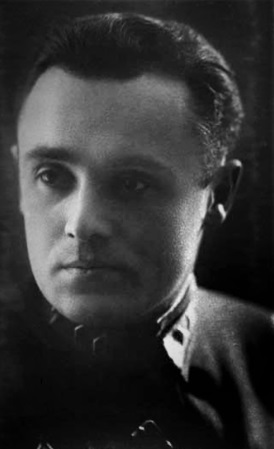
سيرجي كوروليوف

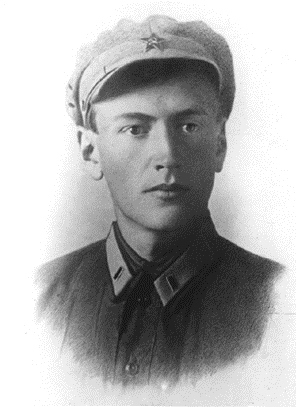
ميخائيل تيخونرافوف

اقترح كبير علماء الصواريخ سيرجي كوروليوف في 17 ديسمبر 1954 خطة تطوير قمر اصطناعي على وزير الصناعات الدفاعية دميتري أوستينوف. قدم كورولوف تقريرًا أعده ميخائيل تيخونرافوف تضمن نظرة عامة حول مشاريع مشابهة في الخارج. أشار تيخونرافوف إلى أن تطوير الأقمار الاصطناعية هو مرحلة حتمية في تطوير تقنيات الصواريخ.
أعلن رئيس الولايات المتحدة دوايت أيزنهاور في 29 يوليو 1955 عبر مسؤوله الصحفي أن الولايات المتحدة ستطلق قمرًا اصطناعيًّا خلال السنة الجيوفيزيائية الدولية. وبعد أربعة أيام، أعلن ليونيد سيدوف، وهو عالم فيزياء سوفيتي رائد، أن بلاده ستطلق أيضًا قمرًا اصطناعيًّا. وفي 8 أغسطس، وافق المكتب السياسي للحزب الشيوعي على مقترح بناء القمر الاصطناعي. في 30 أغسطس، عقد فاسيلي ريابيكوف - مدير اللجنة الحكومية لاختبارات إطلاق صواريخ إر-7 - اجتماعًا قدم فيه كورولوف بيانات حسابات لمسار رحلة فضائية إلى القمر. وتقرر تطوير صاروخ ثلاثي المراحل قائم على إر-7 لإطلاق الأقمار الاصطناعية.
وافق مجلس الوزراء في 30 يناير 1956 على الإجراءات العملية لإنتاج قمر اصطناعي يدور حول الأرض. هذا القمر الاصطناعي، الذي سُمي العنصر-د (بالروسية: объект Д)، خُطط للانتهاء من بنائه ما بين 1957-58؛ سيكون وزنه 1,000 إلى 1,400 كلجم وسيحمل 200 إلى 300 كلجم من المعدات العلمية. وسيكون الإطلاق الاختباري الأول للعنصر-د في 1957. العمل على هذا المشروع سيقسم ما بين المؤسسات التالية:
- أكاديمية العلوم السوفيتية مسؤولة عن القيادة العلمية العامة وتوفير المعدات البحثية.
- وزارة الصناعات الدفاعية ومكتب تصميمها الرئيسي، أو كا به-1، مسؤولان عن بناء القمر الاصطناعي.
- وزارة تقنيات صناعة الراديو مسؤولة عن تطوير نظام التحكم والمعدات التقنية وأجهزة الراديو ونظم القياس عن بعد.
- وزارة صناعة بناء السفن مسؤولة عن إنتاج أجهزة الجيروسكوب.
- وزارة بناء الآليات العامة ستكون مسؤولة عن وسائل النقل وتموين الوقود والإطلاق.
- وزارة الدفاع مسؤولة عن الإطلاق الفعلي للقمر الاصطناعي.

اكتملت أعمال التصميم الأولية في يوليو 1956 وحُددت المهام العلمية التي سيجريها القمر الاصطناعي. تضمنت هذه المهام قياس كثافة الجو والتركيب الأيوني فيه والرياح الشمسية والمجال المغناطيسي والآشعة الكونية. هذه البيانات ستكون ذات فائدة في إنتاج الأقمار الاصطناعية مستقبلًا؛ وتقرر بناء نظام من المحطات الأرضية لجمع هذه البيانات التي سيرسلها القمر الاصطناعي، ولمراقبة مداره وإرسال تعليمات له. وبسبب الإطار الزمني المحدود، كانت فترة المراقبة المتوقعة من 7 إلى 10 أيام وتوقع المهندسون والعلماء أن حسابات المدار لن تكون دقيقة جدًّا.
بنهاية عام 1956، اتضح أن التصميم الطموح للعنصر-د يعني أن القمر الاصطناعي لن ينطلق في الوقت المحدد بسبب صعوبات في إنتاج الأجهزة العلمية والدفع النوعي المنخفض الذي توفره محركات إر-7 (304 ثانية بدلًا من 309 أو 310 التي خُطط لها). وبناءً على ما سبق، عدلت الحكومة الجدول الزمني لينطلق هذا القمر الاصطناعي في أبريل 1958، وسينطلق باسم سبوتنك-3.
تحسبًا لاحتمال إطلاق الولايات المتحدة قمرًا اصطناعيًّا قبل الاتحاد السوفيتي، اقترح مكتب التصميم التجريبي-1 إنتاج وإطلاق قمر اصطناعي في أبريل-مايو 1957، قبل بدء السنة الجيوفيزيائية الدولية في يوليو 1957. سيكون القمر الاصطناعي الجديد بسيطًا في تصميمه وخفيفًا في وزنه (100 كلجم)، سيكون أيضًا سهل الإنتاج. تجاوز المصممون وضع معدات علمية ثقيلة على القمر الاصطناعي واختاروا وضع مرسلات راديو بسيطة. في 15 فبرير 1957، وافق مجلس الوزراء السوفيتي على مشروع القمر الاصطناعي البسيط الذي اختير له الاسم العنصر-بي إس. سيتمكن الطاقم الأرضي من متابعة القمر الاصطناعي بصريًّا وسيكون بمقدور القمر إرسال إشارات تتبع إلى محطات أرضية. وافق المسؤولون على إطلاق قمرين اصطناعيين هما بي إس-1 وبي إس-2، باستخدام صاروخين إر-7، بشرط نجاح الصاروخ إر-7 في اختباري طيران على الأقل.

### تحضيرات مركبة الإطلاق وتحديد موقع الإطلاق

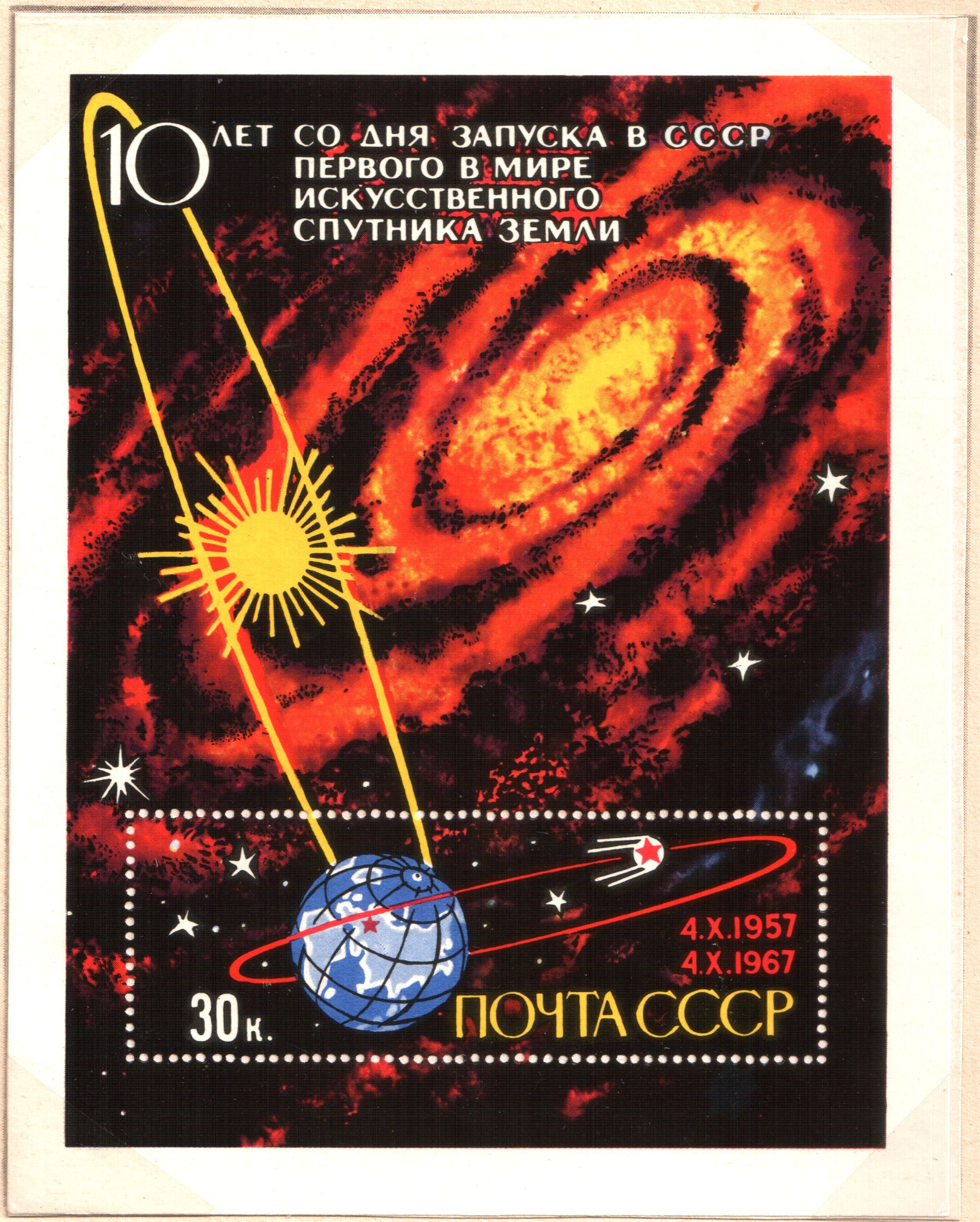
طابع بريد سوفيتي يصور سبوتنك-1

إصدارات مختلفة من الصاروخ إر-7

صمم مكتب التصميم التجريبي-1 الصاروخ إر-7 أساسًا ليصبح صاروخًا بالستيًّا عابرًا للقارات. صدر قرار بناء هذا الصاروخ من اللجنة المركزية للحزب الشيوعي السوفيتي ومجلس الوزراء في 20 مايو 1954. كان هذا الصاروخ الأكثر قدرة في العالم في ذلك الوقت؛ صُمم ليوفر قوة دفع هائلة إذ كان المصممون غير متأكدين من مدى ثقل القنبلة الهيدروجينية التي قد تكون حمولة على هذا الصاروخ. عُرف الصاروخ أيضًا باسم 8K71 وهو الاسم المعطى له من جانب مديرية الصواريخ والمدفعية التابعة للقوات المسلحة السوفيتية. في هذا الوقت، عُرف الصاروخ في الناتو باسم T-3 أو M-104 أو Type A. اختارت لجنة استطلاع خاصة موقع تيوراتام لبناء موقع اختبار الصاروخ، سمي الموقع موقع اختبار تيوراتام 5. أخذ الاختيار الموافقة النهائية من مجلس وزارء الاتحاد السوفيتي في 12 فبراير 1955، لكن العمل على بناء الموقع لن ينتهي حتى 1958. بدأ العمل الفعلي على بناء الموقع بتشييد وحدات لمنشآت عسكرية. في 14 يونيو 1956، قرر كورولوف التوفيق بين صاروخ إر-7 والعنصر-د (سبوتنك-3)، الذي سيحل محله القمر الاصطناعي الأخف (العنصر-بي إس سبوتنك-1).
وقع الإطلاق الأول لصاروخ إر-7 (8 كا 71 رقم 5 إل) في 15 مايو، 1957. نشب حريق في المعزز المسمى بلوك-د بعد الإطلاق مباشرة، لكن المعزز استمر في الطيران لمدة 98 ثانية بعد الإطلاق إلى أن انفصل المعزز وتحطمت المركبة على بعد 400 كلم. كانت هناك ثلاث محاولات لإطلاق الصاروخ الثاني (8 كا 71 رقم 6 إل) في 10-11 يونيو. لكن عيوب التجميع حالت دون هذا الإطلاق. وقع إطلاق فاشل آخر في 12 يوليو، لكن دارة قصر كهربائية أثرت على محركات فيرنير ما أدى إلى دخول الصاروخ في دوران غير مسيطر عليه تلاه انفصال كل المعززات بعد 33 ثانية من الإطلاق. وتحطم الصاروخ إر-7 على بعد 7 كلم من منصة الإطلاق.
إطلاق الصاروخ الرابع (8 كا 71 رقم 8) في 21 أغسطس في 15:25 بتوقيت موسكو كان إطلاقًا ناجحًا. الوحدة الرئيسية للصاروخ دفعت الرأس محاكي الرأس الحربي إلى الارتفاع المستهدف بالسرعة المحددة، وعادت إلى الغلاف الجوي وتجزأت على ارتفاع 10 كلم بعد أن سافرت 6,000 كلم. في 27 أغسطس، أصدرت وكالة الأنباء تاس بيانًا عن الإطلاق الناجح لصاروخ طويل المدى من فئة الصواريخ البالستية العابرة للقارات. كان إطلاق الصاروخ الخامس إطلاقًا ناجحًا أيضًا، لكن الحمولة التي تحاكي الرأس الحربي دُمرت أيضًا عند إعادة الدخول إلى الغلاف الجوي، واحتاجت إلى إعادة تصميم لتحقق غرضها العسكري. إلا أن الصاروخ عُد جاهزًا لحمل الأقمار الاصطناعية، واستطاع كورولوف إقناع اللجنة الحكومية المسؤولة بالسماح باستخدام الصاروخ إر-7 التالي لإطلاق بي إس-1، ما يعني أن التأخير اللازم لتعديل الرؤوس الحربية أفسح المجال لاستخدام صواريخ إر-7 لإطلاق القمرين الاصطناعيين بي إس-1 وبي إس-2.
وصل صاروخ معدل عن الصاروخ إر-7، سُمي سبوتنك وحمل الترميز 8K71PS، إلى منصة الإطلاق، وبدأت التحضيرات لإطلاق القمر الاصطناعي بي إس-1. بالمقارنة مع مركبات الاختبار العسكرية من الصاروخ، جرى خفض وزن صاروخ سبوتنك-1 من 280 طن إلى 272 طن، وكان طوله 29.167 متر، وكان الدفع عند الإطلاق يساوي 3.90 نيوتن.

### مجمع المراقبة
لم يصمم القمر الاصطناعي بي إس-1 بما يسمح بالتحكم به؛ تتوفر فقط إمكانية تتبعه ومراقبته. البيانات الأولية في موقع الإطلاق ستُجمَّع في ستة مراصد تنقل تلغرافيًّا إلى المعهد البحثي العلمي رقم 4. هذا المعهد الذي كان موقعه في موسكو، كان الذراع البحثي لوزارة الدفاع وتخصص في تطوير الصواريخ. المراصد الستة التي ستجمع البيانات كانت مواقعها حول منصة الإطلاق وأقربها كان على بعد 1 كلم.
أقيم مجمع رصد على مستوى البلد كلها لتتبع القمر الاصطناعي بعد انفصاله عن الصاروخ. سُمي هذا المجمع مجمع القيادة والقياس، هذا المجمع تكون من مركز التنسيق في المعهد البحثي العلمي رقم-4 وسبع محطات بعيدة واقعة على خط المسار الأرضي للقمر الاصطناعي. كانت مواقع هذه المحطات في تيوراتام وساري شاجان ويينيسيسك وكليوتشي ويليزوفو وماكات في مقاطعة جورايف وإشكوب في كراي كراسنويارسك. جُهزت هذه المحطات برادار ومعدات بصرية ونظم اتصالات. البيانات التي جمعتها هذه المحطات أرسلت بأجهزة التلغراف إلى المعهد البحثي العلمي رقم 4 حيث يجري المختصون حسابات المدار.
استخدمت هذه المراصد نظام قياس للمسار يسمى «ترال»، طوره معهد موسكو للطاقة، بواسطة هذا النظام استقبل العاملون البيانات من أجهزة إرسال مثبتة على الوحدة المركزية في صاروخ إر-7. هذه البيانات كانت مفيدة حتى بعد انفصال القمر الاصطناعي عن المرحلة الثانية للصاروخ؛ حيث جرى حساب موقع سبوتنك-1 بناءً على بيانات موقع المرحلة الثانية التي تابعت سبوتنك-1 حتى مسافة معروفة. كان رصد الصواريخ الدافعة خلال الإطلاق يجري عبر وسائل خاملة تمامًا، أي الرصد البصري والتتبع بالرادار. الإطلاقات الاختبارية لصاروخ إر-7 أوضحت أن الكاميرات ستكون ذات نفع في تتبع الصاروخ حتى ارتفاع 200 كلم فقط، لكن الرادار يمكن استخدامه لتتبع الصاروخ حتى ارتفاع 500 كلم.
خارج الاتحاد السوفيتي، تتبع هواة الراديو في عدد من البلدان القمر الاصطناعي. تمكن العاملون في مقراب لوفل الواقع في مرصد چودريل بنك من تحديد موقع وتتبع الصاروخ المعزز، كان هذا المقراب الوحيد القادر على ذلك مستخدمًا الرادار. أما مرصد نيوبروك الكندي فكان أول منشأة في أمريكا الشمالية تتمكن من تصوير سبوتنك-1.

## التصميم

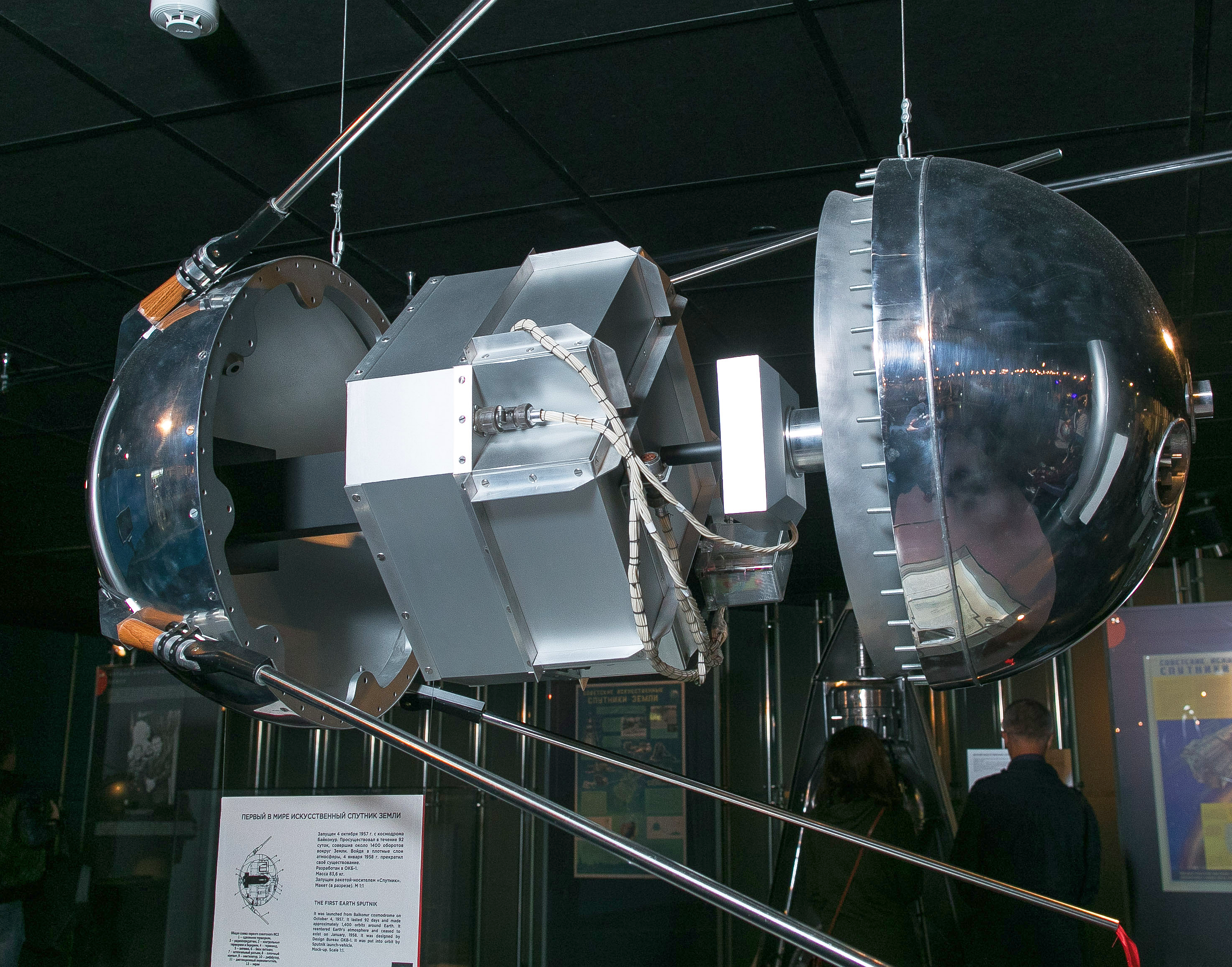
أجزاء سبوتنك-1

المصمم الرئيسي لسبوتنك-1 في مكتب التصميم التجريبي رقم 1 كان ميخائيل إس. خومياكوف. كان القمر الاصطناعي كرة بقطر 585 ميليمتر، تكونت الكرة من نصفي كرة أحكم إغلاقهما معًا هوائيًّا باستخدام حلقات مستديرة و36 مسمار ربط. بلغ وزن القمر الاصطناعي 83.6 كيلوجرام. نصفا الكرة المكونان لجسم القمر كانا بسمك 2 ميليمتر، وغطيا بطبقة درع حراري بسمك 1 ميليمتر مصنوعة من سبيكة ماجنسيوم-تيتانيوم-ألومونيوم. حمل القمر الاصطناعي زوجين من الهوائيات صممهما مختبر الهوائيات التابع لمكتب التصميم التجريبي-1، بقيادة ميخائيل في. كرياوشكن. كل هوائي كان من جزئين بطول 2.4 و2.9 متر، وكان له نمط إشعاع كروي تقريبًا.
مزود الطاقة الذي بلغ وزنه 51 كلجم، كان بشكل صامولة مثمنة تحمل مرسل الراديو في فتحتها. حمل مزود الطاقة هذا ثلاث بطاريات فضة-زنك، طورها معهد أبحاث مصادر الطاقة تحت قيادة نيقولاي إس. ليدورينكو. خُصصت بطاريتان من الثلاث لتزويد الطاقة لجهاز الإرسال، والبطارية الأخرى خصصت لنظام ضبط الحرارة. كان العمر المتوقع للبطاريات أسبوعين، وعملت هذه البطاريات لمدة 22 يومًا. جرى تشغيل مزود الطاقة بصفة آلية في لحظة انفصال القمر الاصطناعي عن المرحلة الثانية للصاروخ.
حمل الصاروخ مرسل راديو بقوة 1 وات، طوره فياتشسلاف آي. لابو في معهد أبحاث موسكو للإلكترونيات، عمل هذا المرسل على ترددين 20.005 و40.002 ميجاهرتز. إشارات التردد الأول أرسلت في نبضات مدتها 0.3 ثانية (تردد = 3 هرتز تقريبًا) (في ظروف الحرارة والضغط الطبيعية على القمر الاصطناعي)، في فترة الانقطاع بين هذه النبضات تُرسل إشارات على التردد الثاني. تحليل هذه الإشارات استخدم لجمع بيانات عن كثافة الأيونات في الأيونوسفير. كودت بيانات الضغط والحرارة في مدة نبضات الراديو. نظام ضبط الحرارة تكون من مروحة ومبدل حراري مزدوج ومبدل حرارة للتحكم. إذا ارتفعت درجة الحرارة داخل القمر الاصطناعي فوق 36 سيليزيوس، تُشغل المروحة؛ وعند انخفاض الحرارة إلى ما دون 20 سيلزيوس، توقف المروحة بواسطة المبدل الحراري المزدوج. إذا ارتفعت درجة الحرارة فوق 50 درجة سلزيوس أو انخفضت إلى ما دون 0 سلزيوس، يُشغل مبدل حراري آخر، يعمل على تغيير مدة نبضات الراديو. مُلئ سبوتنك-1 بالنيتروچين الجاف (بضغط 1.3 جو، 130 كيلو باسكال). احتوى القمر الاصطناعي مبدلًا باروميتريًّا، ينشط عندما تنخفض درجة حرارة القمر الاصطناعي عن 130 كيلو باسكال، وهو ما يشير إلى انخفاض الضغط داخل بدل القمر الاصطناعي أو ثقوب بسبب الاصطدام بجسم فضائي، في هذه الحالة ستتغير مدة نبضات الراديو أيضًا.
القمر الاصطناعي محمي داخل حجرة مخروطية الشكل طولها 80 سم. تنفصل هذه الحجرة عن سبوتنك والمرحلة الثانية المستهلكة للصاروخ في نفس اللحظة التي يقذف فيها القمر الاصطناعي. أجريت الاختبارات على القمر الاصطناعي في مكتب التصميم التجريبي 1 تحت قيادة أوليج جي. إيفانوفسكي.

## الإطلاق وتنفيذ المهمة

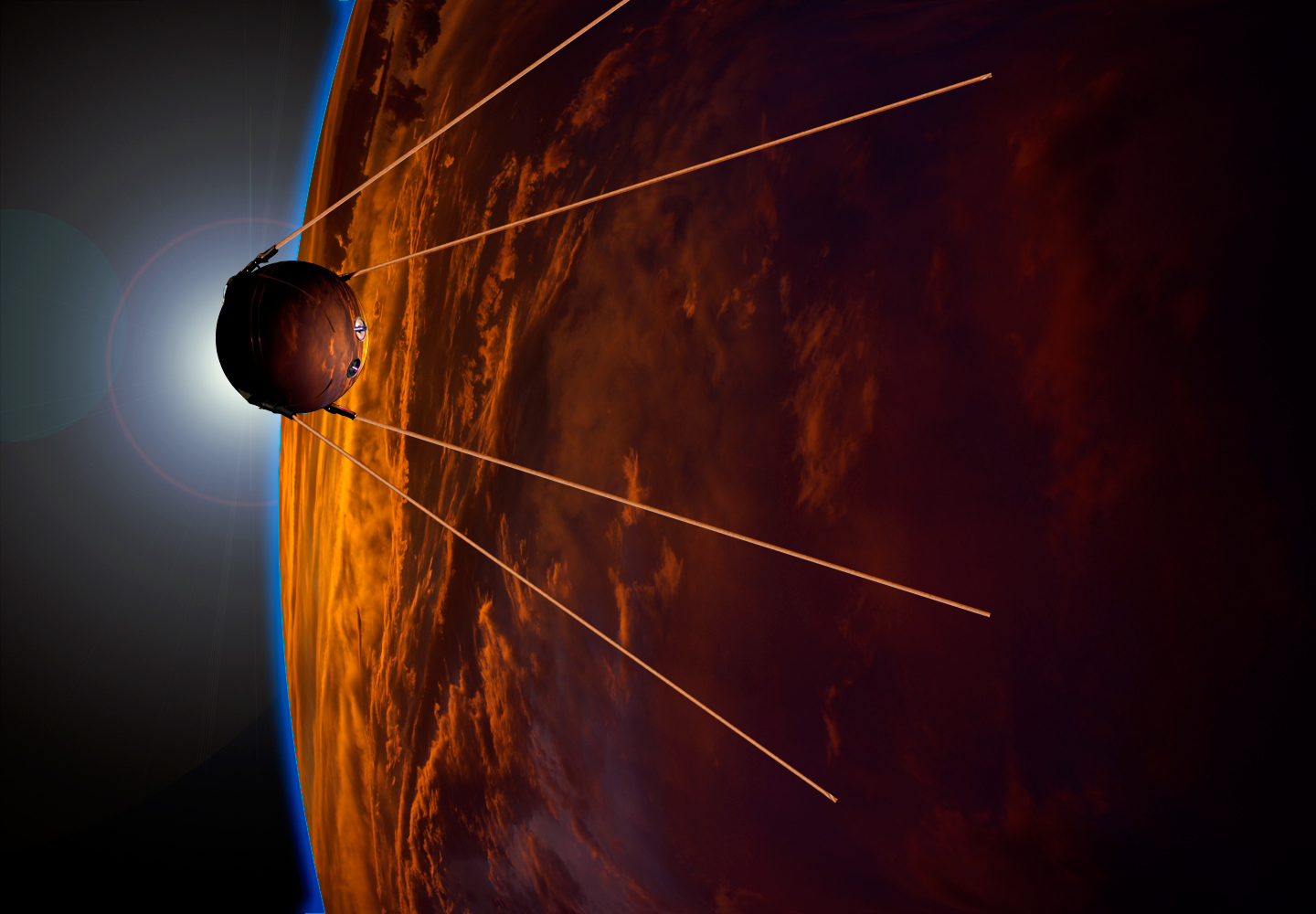
تصور فنان لسبوتنك-1 في الفضاء

ضُبط نظام التحكم بالصاروخ ليضع القمر الاصطناعي في مدار 223 على 1450 كلم، بفترة مدارية مدتها 101.5. أجرى حسابات المسار جيورجي جريشكو، باستخدام حاسوب أكاديمية العلوم السوفيتية.
انطلق صاروخ سبوتنك في 4 أكتوبر 1957 في 19:28:34 بالتوقيت العالمي الموحد (5 أكتوبر بتوقيت موقع منصة الإطلاق)، وكان الانطلاق من موقع الإطلاق رقم 1 في منطقة الاختبارات العلمية 5. أشارت القياسات عن بعد إلى أن الصواريخ المعززة انفصلت بعد 116 ثانية من الإطلاق وأن محرك المرحلة الرئيسية أوقف بعد 295.4 ثانية من الإطلاق. بعد وقف المحرك، كانت المرحلة الرئيسية قد وصلت إلى ارتفاع 223 كلم فوق سطح البحر، وسرعة 7,780 متر/ثانية، وميل متجه سرعة بمقدار 0 درجة و24 دقيقة. ما أنتج مدارًا بأبعاد 223 كلم على 950 كلم، بأوج أقل 500 كلم عن الأوج المقصود، وميل 65.10° ومدة مدارية تساوي 96.2 دقيقة.
فشل منظم وقود في الصاروخ المعزز بعد 16 ثانية من الإطلاق. ما أدى لاستهلاك زائد للوقود طوال مدة التحليق وارتفاع دفع المحرك بنسبة 4% عن المعدل الطبيعي. استنفاد الوقود قبل الأوان المحدد أدى إلى توقف الدفع قبل ثانية من الوقت المخطط له حيث استشعر مستشعر السرعة الزائدة في مضخة آر بي-1. وتبقى 375 كيلوجرام من الأكسجين السائل بعد توقف المحرك.
بعد 19.9 ثانية من توقف المحرك، انفصل بي إس-1 عن المرحلة الثانية وجرى تشغيل جهاز الإرسال بالقمر الاصطناعي. رصد المهندس الملازم في. جي. بوريسوف الإشارة في موقع المراقبة الأرضية، نبضات هذه الإشارة أكدت النشر الناجح للقمر الاصطناعي. واستمر الاستقبال لمدة دقيقتين، حتى أصبحت بي إس-1 خلف الأفق. استمر إرسال نظام ترال المثبت في المرحلة الرئيسية من صاورخ إر-7 وجرى رصده في مداره الثاني.
راقب المصممون والمهندسون والفنيون الإطلاق في موقع الإطلاق. وبعد الإطلاق انتقلوا بالسيارات إلى محطة راديو متنقلة للاستماع إلى إشارات القمر الاصطناعي. انتظر المراقبون حوالي 90 دقيقة للتأكد من أن القمر الاصطناعي قد أكمل دورة واحدة وأنه يرسل إشاراته، وذلك قبل أن يتصل كبير المصممين سيرجي كروليوف برئيس الاتحاد السوفيتي نيكيتا خروتشوف.
بعد الدورة الأولى للقمر الاصطناعي، بثت وكالة أنباء الاتحاد السوفيتي تاس البيان التالي: «نتيجة للعمل العظيم والجاد للمعاهد العلمية ومكاتب التصميم اكتمل بناء القمر الاصطناعي الأول للأرض». وصلت المرحلة الرئيسية للصاروخ إر-7 إلى المدار أيضًا، وكان وزنها 7.5 طن وطولها 26 مترًا. تبعت المرحلة الرئيسية القمر الاصطناعي وكانت مرئية خلال الليل. ثبتت ألواح عاكسة على الصاروخ المعزز لزيادة قابلية رؤيته وتتبعه. لكون بدن القمر الاصطناعي بشكل كرة صغيرة ملمعة، كان تتبعه بصريًّا أكثر صعوبة. نفدت طاقة البطاريات في 26 أكتوبر 1957 بعدما أكمل القمر الاصطناعي 326 دورة.
بقيت المرحلة الرئيسية للصاروخ إر-7 في المدار لمدة شهرين، حتى 2 ديسمبر 1957، بينما ظل سبوتنك-1 في المدار حتى 2 يناير 1958 وقد أكمل 1440 دورة حول الأرض.

## استقبال الحدث
چون لوجسدون، عضو المجلس الاستشاري لناسا

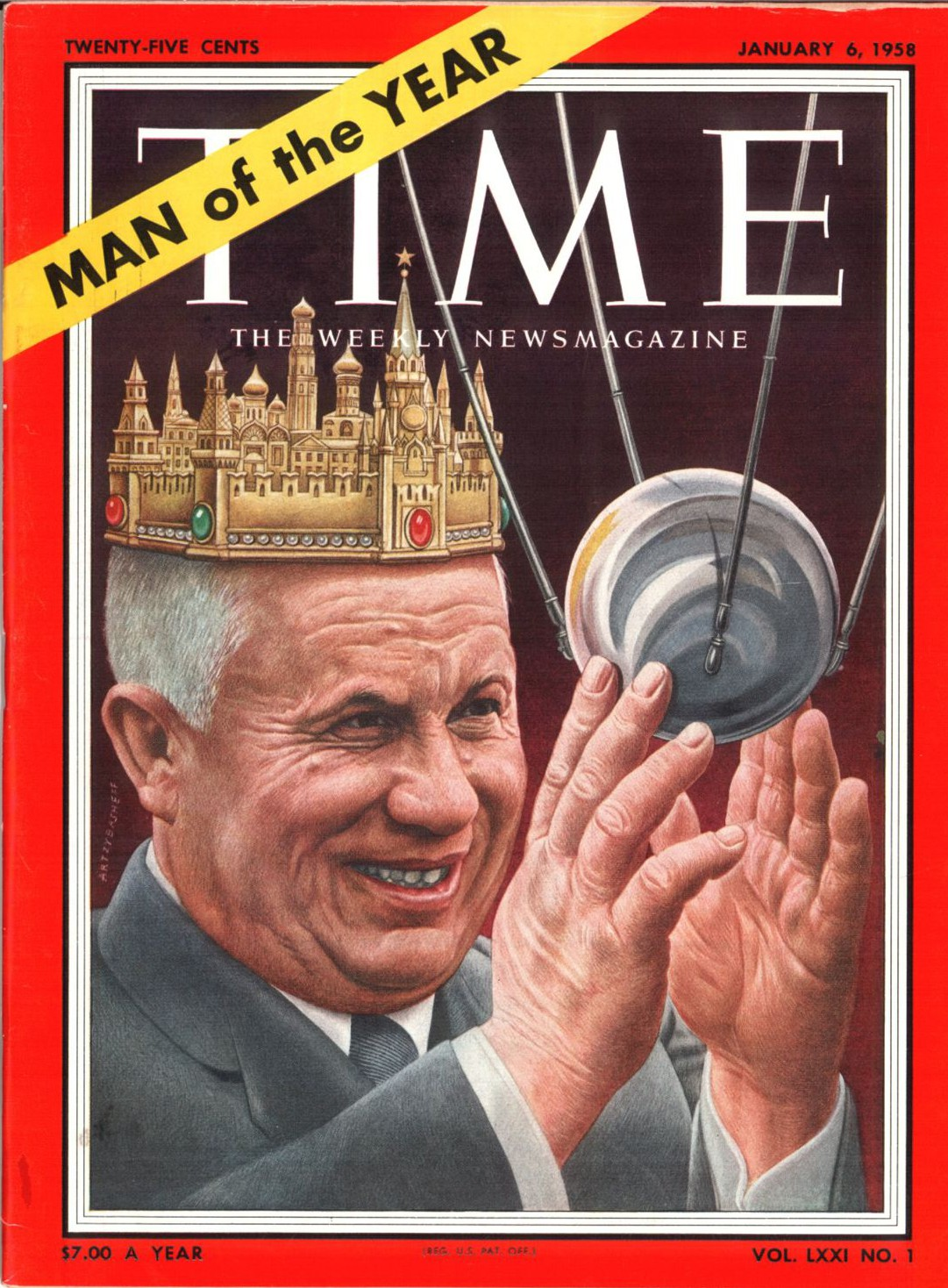
غلاف مجلة تايم الأمريكية في 1958، رجل العام رئيس الاتحاد السوفيتي نيكيتا خروتشوف يحمل سبوتنك-1

قدم الاتحاد السوفيتي تفاصيل حول سبوتنك-1 قبل الإطلاق، لكن القليلين لاحظوا ذلك خارج البلاد. بعد مراجعة المعلومات المتوفرة للعلن قبل الإطلاق، علق الكاتب العلمي الأمريكي ويلي لي في 1958 بالقول:
قام مشروع مونواتش، وهو مشروع علمي للمواطنين، لرصد القمر الاصطناعي. إذ اشترك مراقبون بصريون من 150 محطة في الولايات المتحدة وبلدان أخرى في رصد القمر الاصطناعي خلال غسق الليل والفجر. طلب الاتحاد السوفيتي من هواة الراديو والمحترفين تسجيل الإشارة التي يرسلها سبوتنك-1.
أشارت التقارير الإخبارية إلى أنه يمكن لأي شخص يمتلك مستقبلًا على الموجة القصيرة الاستماع إلى القمر الاصطناعي الروسي بينما يعبر هذه المنطقة من الكرة الأرضية. قدمت رابطة مرحل الراديو الأمريكية التعليمات التالية: الإنصات إلى تردد 20 ميجاهرتز بالضبط. ثم حول إلى ترددات أعلى قليلًا. يمكن سماع صوت «بيب..بيب» الذي يبثه القمر الاصطناعي كلما دار حول الكرة الأرضية. قدم مهندسو شركة راديو أمريكا أول تسجيل للصوت الذي يبثه سبوتنك-1. ونقلوا هذا التسجيل إلى مانهاتن ليبثه راديو إن بي سي للعامة. ومع ارتفاع سبوتك-1 فوق الساحل الشرقي، التقطت محطة الراديو في جامعة كولومبيا إشارته. أنتج الطلاب العاملون في محطة إف إم التابعة للجامعة تسجيلًا لهذا الصوت، وكانوا أول من يعيد بث صوت سبوتنك-1 للشعب الأمريكي.
وافق الاتحاد السوفيتي على البث على ترددات تتوافق مع البنية الموجودة في الولايات المتحدة، لكنه أعلن البث على ترددات منخفضة في وقت لاحق. وبينما أكد البيت الأبيض أن الإطلاق السوفيتي لم يكن مفاجئًا، رفض التعليق على أية أبعاد عسكرية. في 5 أكتوبر سجل مختبر البحث البحري صوت سبوتنك-1 خلال عبوره 4 دورات فوق الولايات المتحدة. تعاون مختبر أبحاث القوات الجوية الأمريكية مع عدد من المؤسسات للحصول على فيديو لجسم صاروخ سبوتنك-1 أثناء عبوره فيما قبل الفجر فوق سماء باليتمور، وبُث هذا الفيديو في 12 أكتوبر على قناة تلفزيونية في بوسطن.
بدى أن نجاح إطلاق سبوتنك-1 قد غير اعتقاد البعض حول العالم فيما يخص تحول في القوى لمصلحة الاتحاد السوفيتي.
كان إطلاق سبوتنك-1 محفزًا لإنشاء وكالة مشاريع الأبحاث المتقدمة، والتي سيعاد تسيمتها لتصبح وكالة مشاريع أبحاث الدفاع المتقدمة، وتختصر «داربا»، كان ذلك في فبراير 1958. سيكون لهذه الوكالة الإشراف على عدد من المشاريع الكبرى، لعل من أهمها مشروع أربانت.
في بريطانيا، تفاعل الإعلام والشعب مع الحدث بخليط من الخوف من المستقبل، والاندهاش من التقدم البشري. العديد من الصحف رحبت بقدوم عصر الفضاء. إلا أن إطلاق الاتحاد السوفيتي سبوتنك-2 والذي احتوى الكلبة لايكا، أعاد الرواية الإعلامية إلى الخطاب المعادي للشيوعية وأرسل الكثير من الأشخاص رسائل احتجاج إلى السفارة السوفيتية وهيئة الرفق بالحيوان.

## الدعاية

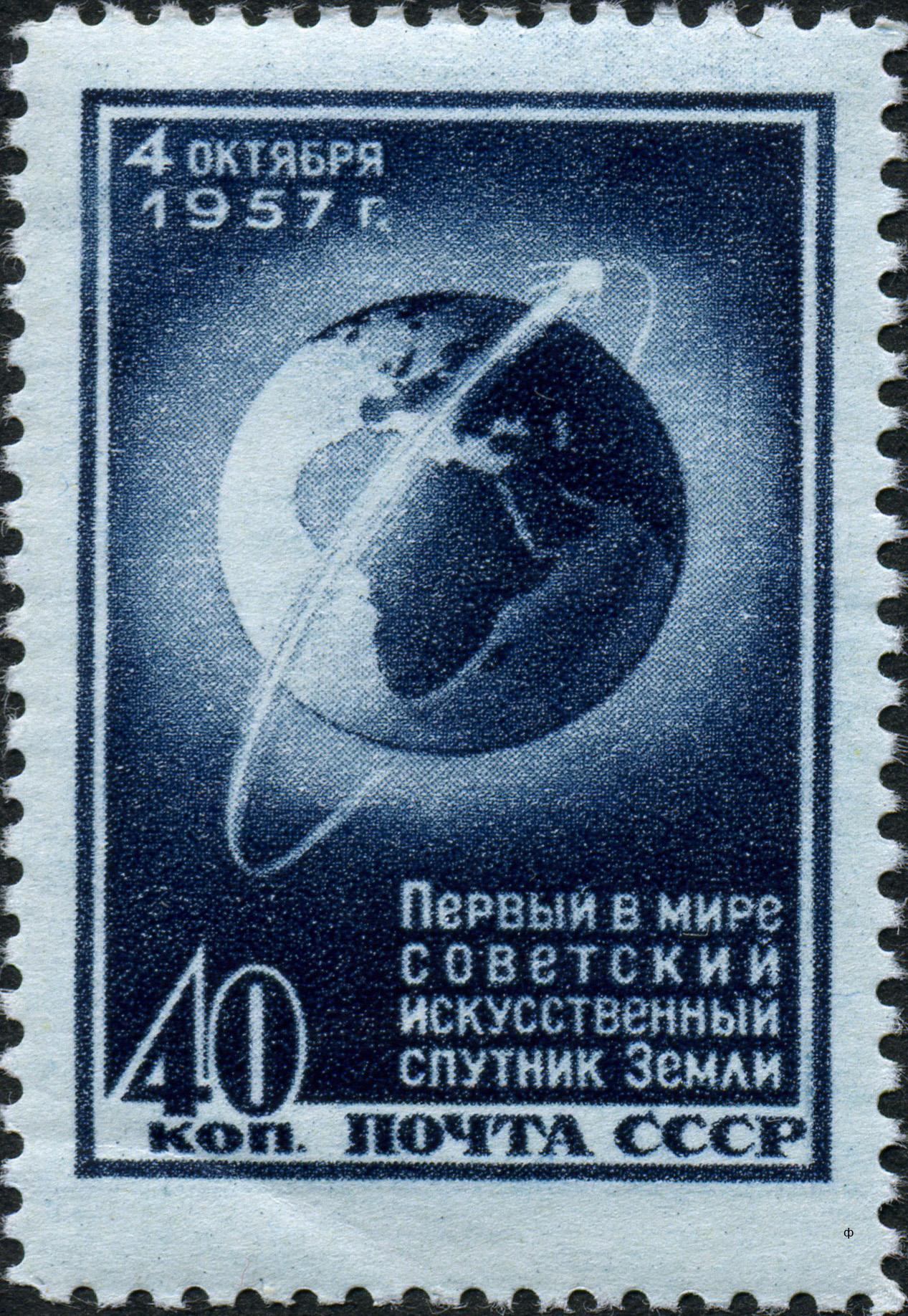
طابع بريد سوفيتي يظهر سبوتنك-1، ويحمل التعليق «أول قمر اصطناعي سوفيتي للأرض»

لم تستخدم السلطات السوفيتية إطلاق سبوتنك-1 لأغراض الدعاية على الفور. إذ التزم السوفيت الصمت حول إنجازاتهم المبكرة في مجال الصواريخ، خشية أن يؤدي التصريح بهذه النشاطات لكشف ما يعد من أسرار الدولة وأن يستغل الغرب أي إخفاقات سوفيتية. عندما شرع السوفيت في استخدام سبوتنك-1 في دعايتهم، ركزوا على الفخر بإنجازات التقنية السوفيتية، وأشاروا إلى أنها تثبت التفوق السوفيتي على الغرب. وحثت السلطات السوفيتية الناس على الاستماع إلى إشارة سبوتنك-1 على الراديو ورصده بصريًّا في سماء الليل. ولأن بدن القمر الاصطناعي كان ملمعًا لدرجة عالية، أصبح حجمه الصغير عائقًا لرصده بالعين المجردة. وما رآه معظم الناس في الواقع كان المرحلة الرئيسية لصاروخ إر-7 التي بلغ طولها 26 مترًا. بعد إطلاق بي إس -1 بوقت قصير، ضغط خروتشوف على سيرجي كروليوف لإطلاق قمر اصطناعي آخر في تاريخ يصادف الذكرى 40 لثورة أكتوبر، في 7 نوفمبر 1957.
تفاجأ الشعب الأمريكي بإطلاق سبوتنك-1، وتزعزع الاعتقاد بتفوق الولايات المتحدة التقني وتخلف الاتحاد السوفيتي، وهو ما روجت له الدعاية الأمريكية. لكن على الصعيد الحكومي، كانت وكالة المخابرات المركزية والرئيس أيزنهاور على اطلاع بالتقدم الذي يحرزه السوفيت في تطوير سبوتنك-1 وذلك عبر صور سرية ملتقطة بطائرات التجسس. تعاون مختبر الدفع النفاث مع وكالة الجيش للصواريخ البالستية في إنتاج إكسبلورر 1، أول قمر اصطناعي أمريكي، والذي انطلق في 31 يناير 1958. لكن قبل الانتهاء منه، أطلق الاتحاد السوفيتي المركبة الفضائية الثانية، سبوتنك-2، في 3 نوفمبر 1957. وقد تعمق القلق الشعبي الأمريكي من موقف البلاد في سباق الفضاء بعد الإخفاق المتلفز لإطلاق فانجارد تي في 3، الذي كان في 6 ديسمبر 1957. هذه الأحداث دفعت الأمريكيين إلى اتخاذ موقف أكثر حزمًا في سباق الفضاء الناشئ، فركزت الحكومة جهودها في الأبحاث العلمية والتقنية وأجريت إصلاحات في المجال العسكري ونظم التعليم. بدأت الحكومة الأمريكية في تقديم استثمارات جديدة في العلوم والهندسة والرياضيات في مختلف المستويات التعليمية. أقيمت في الولايات المتحدة مجموعات أبحاث متقدمة للأغراض العسكرية، هذه المجموعات طورت أسلحة مثل الصواريخ البالستية العابرة للقارات ونظم الدفاع المضادة للصواريخ كما طورت الأقمار الاصطناعية لأغراض التجسس.

## الإرث

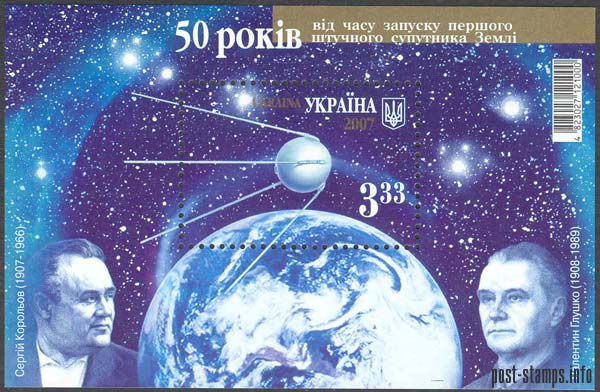
طابع بريد أوكراني من العام 2007، يصور سبوتنك-1 والمصممين سيرجي كوريلوف وفالونتين جلوشكو، والاثنان من ذوي الأصول الأوكرانية.

لم يفاجئ الرئيس الأمريكي إطلاق سبوتنك 1. فقد قدمت الصور التي التقطتها طائرات يو-2 التي تشغلها وكالة المخابرات المركزية معلومات حول قدرات الصاروخ إر-7 الذي استخدم لحمل سبوتنك-1 إلى الفضاء، كما توفرت معلومات عبر التقاط الإشارات والاستطلاع عن بعد. بل إن أيزنهاور كان مرتاحًا لكون الاتحاد السوفيتي وليس الولايات المتحدة كان الدولة الأولى التي تختبر الوضع القانوني للطيران المداري. فقد عانى أيزنهاور من الاحتجاجات السوفيتية وإسقاط السوفيت لبالونات مشروع چنتركس، كما كان الرئيس قلقًا من احتمال إسقاط السوفيت لطائرات يو-2. ولتكن سابقة تحقق مبدأ حرية الفضاء قبل إطلاق أقمار التجسس الأمريكية من نوع WS-117L، قدمت الولايات المتحدة برنامج ڤانجارد وهو برنامج للأقمار الاصطناعية المدنية. لكن أيزنهاور لم يتوقع زخم رد فعل الشعب الأمريكي الذي تعرض لصدمة بعد إطلاق السوفيت قمرهم الاصطناعي وبعد الفشل المتلفز لمحاولة إطلاق ڤانجارد تي ڤي-3، هذا الفشل الذي وصفته عناوين صحفية أمريكية باسم «فلوبنك» و«كابوتنك» في إشارة إلى الاسم السوفيتي سبوتنك. كما تأجج الشعور بالانزعاج من جانب السياسيين الديمقراطيين والمعلقين على شؤون الحرب الباردة، فقد ساد الإحساس بأن الولايات المتحدة تتخلف عن الركب. إحدى الكتب العديدة التي صدرت في هذه الفترة للعموم، أشار إلى سبع نقاط تأثير لإطلاق سبوتنك-1 على الولايات المتحدة: القيادة الغربية، التكتيك والاستراتيجية الغربية، إنتاج الصواريخ، البحوث التطبيقية وبحوث العلوم الأساسية والتعليم والثقافة الديمقراطية. هذه الفترة شهدت اهتمامًا متزايدًا من الحكومة والعامة بالعلوم والتقنية إلى حد تسميتها باسم جنون سبوتنك.
أطلقت الولايات المتحدة في وقت لاحق عددًا من المشاريع الناجحة، منها إكسبلورر 1 ومشروع سكور وكورير 1 بي. ودفع رد الفعل الشعبي الحكومة إلى اتخاذ عدة إجراءات في إطار سباق الفضاء، فقد أنشأت وكالة مشاريع الأبحاث المتقدمة (سُميت لاحقًا وكالة مشاريع أبحاث الدفاع المتقدمة، داربا، في 1972)، وأنشِئت ناسا (عبر قانون الطيران والفضاء الوطني)، كما ارتفع الإنفاق على البحث العلمي والتعليم عبر قانون تعليم الدفاع الوطني.
عزز إطلاق سبوتنك-1 الاهتمام بالعلوم والتقنية في المدارس الأمريكية. فقد شرع الكونجرس قانون التعليم للدفاع الوطني في 1958، الذي قدم قروضًا منخفضة الفائدة لطلاب الجامعات الذي يتخصصون في الرياضيات والعلوم. وبعد إطلاق سبوتنك-1، أظهر استطلاع للرأي أصدرته جامعة متشيجان أن 26% من الأمريكيين يرون أن العلوم والهندسة الروسية تتفوق على نظيرتها الأمريكية. (لكن في العام التالي، انخفض هذا الرقم إلى 10% بعدما بدأت الولايات المتحدة إطلاق أقمارها الاصطناعية إلى الفضاء).
من التوابع الأخرى لأزمة سبوتنك نشوء فكرة فجوة الصواريخ؛ وهي الاعتقاد بأن الاتحاد السوفيتي يمتلك صواريخ أكثر عددًا وتفوقًا بالمقارنة بما لدى الولايات المتحدة. أصبحت هذه المسألة الموضوع الرئيسي في الانتخابات الرئاسية لعام 1960.
من المثير للانتباه الاستجابة الخافتة في الاتحاد السوفيتي بعد إطلاق سبوتنك-1 مباشرة. فقد جاء في صحيفة الحزب الشيوعي برافدا عدة مقاطع فقط عن سبوتنك-1 في يوم 4 أكتوبر.

علم مدينة كالوجا الروسية

ألهم سبوتنك-1 جيلًا من المهندسين والعلماء. اعتقد هاريسون ستورمز المصمم الأمريكي المسؤول عن مشروع إكس-15، والذي أصبح مسؤولًا عن جهود تصميم مركبة القيادة والخدمة لبرنامج أبولو والمرحلة الثانية في صاروخ ساتورن 5، أن الفضاء هو الخطوة التالية لأمريكا. كتب كل من ألان شيبارد وديك سلايتون أن سبوتنك-1 ألهمهما إلى مهنهما الجديدة.
إطلاق سبوتنك-1 أيضًا أدى إلى الظهور المتجدد للاحقة «نك» في اللغة الإنجليزية. فقد وصف الكاتب الأمريكي هيرب كين جيل بيت في صحيفة سان فرانسيسكو كرونيكل بعبارة بيتنك.
يظهر علم مدينة كالوجا صورة لسبوتنك-1، وهذه المدينة نظرًا لكونها مكان ميلاد العالم قسطنطين تسيولكوفسكي أصبحت مركزًا للنشاط المتعلق بالفضاء.

## الوحدات الاحتياطية والنسخ

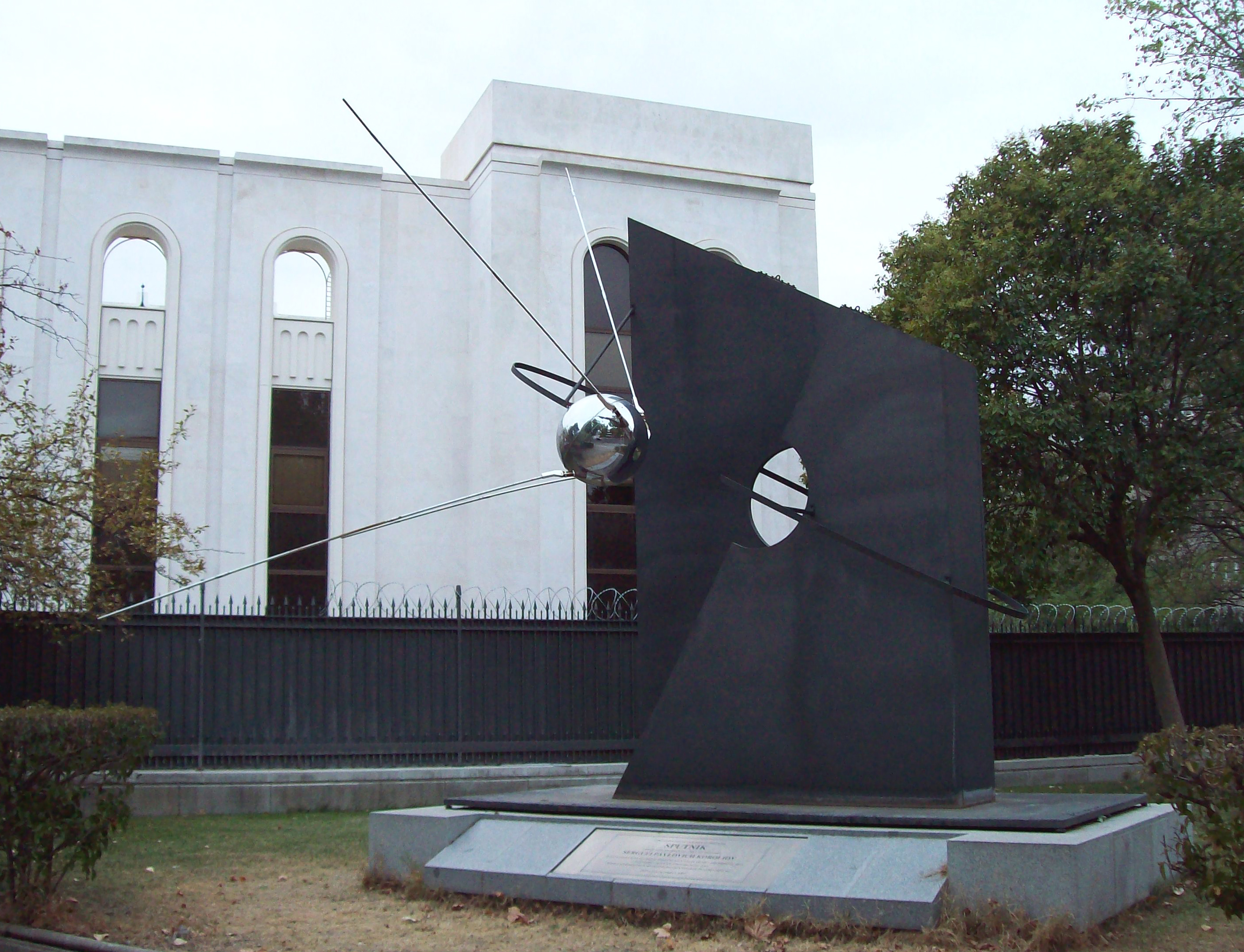
نموذج لسبوتنك-1 بجانب مبنى السفارة الروسية في مدريد، إسبانيا

يوجد على الأقل نسختان من سبوتنك-1، بنيا على ما يبدو ليكونا وحدات احتياطية. توجد واحدة في متحف إنرجيا، وهي الخلف المعاصر لمكتب تصميم كوروليف، حيث تعرض فقط بمواعيد مسبقة. والنسخة الأخرى توجد في متحف الطيران في سياتل، واشنطن. لكن النسخة الموجودة في سياتل لا تحتوي مكونات داخلية، إلا أنها تحتوي صبات وتركيبات مقولبة (وهو ما يدل عليه تآكل البطاريات)، ربما يشير هذا إلى أن هذه الوحدة لم تكون مجرد نموذج. وثق المتحف التذكاري لاستكشاف الفضاء في موسكو هذه النسخة، وقد عُرضت للبيع في مزاد عام 2001، واشتراها مشتر مجهول، وهو من تبرع بها لمتحف الطيران. ويقال أنه توجد وحدتان احتياطيتان لسبوتنك-1 في المجموعة الشخصية لكل من رائدي الأعمال الأمريكيين ريتشارد جاريوت وچاي إس. ووكر.
في 1959، تبرع الاتحاد السوفيتي بنسخة من سبوتنك-1 إلى الأمم المتحدة، وتعرض هذه النسخة في الطابق الأول لمبنى الجمعية العامة. توجد نسخ أخرى بالحجم الحقيقي (بدرجات مختلفة من الدقة) معروضة في عدة مواقع حول العالم، منها في المتحف الوطني للجو والفضاء في الولايات المتحدة، متحف العلوم في المملكة المتحدة، متحف باورسهاوس في أستراليا وبجانب السفارة الروسية في مدريد، إسبانيا.
أطلقت روسيا نسخًا من سبوتنك-1 بناها الطلاب من محطة مير بين 1997 و1999. أطلقت أول نسخة لتكريم الذكرى الأربعين لإطلاق سبوتنك-1 وسميت سبوتنك-40، أطلقت في نوفمبر 1997. وأطلقت نسخة أخرى باسم سبوتنك-41 في العام التالي، ثم سبوتنك-99 في فبراير 1999. أحضرت إلى محطة مير نسخة رابعة، لكن لم تُنشَر في الفضاء الخارجي ودُمرت مع سقوط محطة مير من المدار.
صمم مكتب التصميم التجريبي-1 مجموعة من النسخ بالحجم الطبيعي من سبوتنك-1 وقدمت في 15 فبراير 1957، قبل إطلاق القمر الاصطناعي. استخدمت هذه النماذج لاختبار التوافقية الكهرومغناطيسية والتداخل الكهرومغناطيسي.

## الملاحة باستخدام الأقمار الاصطناعية
مهد إطلاق سبوتنك-1 الطريق لتطوير الملاحة بالأقمار الاصطناعية. بعدما قرر عالما الفيزياء الأمريكيان ويليام جوير وچورچ ويفنباخ مراقبة إرسال الراديو القادم من سبوتنك-1، وذلك في مختبر الفيزياء التطبيقية التابع لجامعة چونز هوبكنز. أدركا بعد ساعات قليلة، أنهما يمكنهما استخدام تأثير دوبلر لتحديد موقع القمر الاصطناعي في مداره. منح مدير المختبر العالمين إمكانية الوصول إلى حاسوب يونيفاك ليجريا عليه الحسابات الخاصة بهذه المسألة.
مع بواكير العام التالي، طلب فرانك ماكلور، نائب مدير المختبر من العالمين بحث المسألة المعاكسة، أي تحديد موقع مستخدم إذا كان موقع القمر الاصطناعي معروفًا. في ذلك الوقت كانت البحرية الأمريكية تعمل على تطوير نظام بولارس. والذي كان من متطلباته معرفة موقع الغواصة. فعمل مختبر الفيزياء التطبيقية بناءً على ذلك على تطوير نظام ترانزت، الذي يعد سلف نظام تحديد المواقع العالمي.

## وصلات خارجية
- وثائق سوفيتية على موقع ناسا (بالإنجليزية)